# オリガ・ファテーエワ
オリガ・ファテーエワ（ロシア語: Ольга Фатеева、1984年5月4日 - ）は、ロシアの元女子バレーボール選手。Ольгаはウクライナ語読みではオーリハとなる。

## 来歴
2003年ロシア代表に初選出される。2006年、2007年のワールドグランプリに出場した。2008年北京オリンピックに出場した。
2009年ワールドグランプリに出場し銀メダルを獲得した。2010年世界選手権に出場し金メダルを獲得した。2011年ワールドグランプリではスタメンで起用される試合も多く同大会で4位に入った。同年のヨーロッパ選手権に出場した。

## 球歴・受賞歴
- 世界選手権（2010年、金）
- ワールドグランプリ（2003年、銀）（2006年、銀）（2009年、銀）
- 欧州選手権（2007年、銅）

## 所属クラブ
- ディナモ・モスクワ（2002-2004年）
- ザレチエ・オジンツォボ（2004-2010年）
- ペルージャ（2010年）
- アトム・トレフィル・ソポト（2011年）
- ディナモ・クラスノダール（2011-2012年）
- Omitchka Omsk（2012-2014年）
- ディナモ・モスクワ（2014-2015年）